# Tanvir Dar
Tanvir Dar (Amritsar, 4 juni 1947 - 12 februari 1998) was een Pakistaans hockeyer.
Dar won met de Pakistaanse ploeg in 1968 olympisch goud. In 1971 won Dar met zijn ploeggenoten de wereldtitel tijdens de eerste editie van het wereldkampioenschap, tijdens deze editie was Dar met acht doelpunten de topscorer.

## Erelijst
- 1968 –  Olympische Spelen in Mexico-stad
- 1970 –  Aziatische Spelen in Bangkok
- 1971 –  Wereldkampioenschap in Barcelona